# Санта-Марія-дель-Кубільйо
Санта-Марія-дель-Кубільйо (ісп. Santa María del Cubillo) — муніципалітет в Іспанії, у складі автономної спільноти Кастилія-і-Леон, у провінції Авіла. Населення — 340 осіб (2010).
Муніципалітет розташований на відстані близько 70 км на північний захід від Мадрида, 21 км на схід від Авіли.
На території муніципалітету розташовані такі населені пункти: (дані про населення за 2010 рік)
- Альдеав'єха: 195 осіб
- Бласкоелес: 145 осіб

## Демографія
Динаміка населення (INE ):

## Галерея зображень

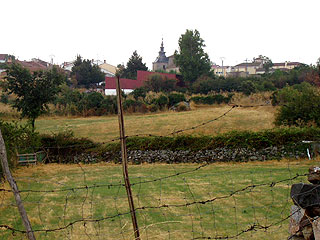
Альдеав'єха